# Karla Peijs
Karla Maria Henriëtte Peijs (Tilburg, 1 september 1944) is een Nederlandse oud-politica voor het CDA. Tot 1 maart 2013 was zij commissaris van de Koningin van de provincie Zeeland, daarvoor was Peijs minister van Verkeer en Waterstaat in de kabinetten Balkenende II en III. Verdiensten voor Nederland als minister waren onder meer de coördinatie van de planfase van het grootschalige rijksprogramma 'Ruimte voor de Rivier' dat uiteindelijk binnen het geplande budget werd gerealiseerd en van totstandkoming van de Wet wegvervoer goederen.
Peijs behaalde het gymnasium-diploma en studeerde economische en organisatiesociologie aan de Katholieke Universiteit Nijmegen en aan de Vrije Universiteit Amsterdam (doctoraalexamen 1985). Zij was van 1985 tot 1989 als docent economie verbonden aan de Hogeschool Utrecht, het laatste jaar ook als coördinator in- en externe betrekkingen van de sector economie.

## Politieke loopbaan
Van 1982 tot 1989 was Peijs lid van de Provinciale Staten van Utrecht voor het CDA. Van 1989 tot 2003 was zij voor diezelfde partij lid van het Europees Parlement.
Peijs werd op 27 mei 2003 benoemd tot minister van Verkeer en Waterstaat in het Tweede Kabinet-Balkenende. Ze continueerde deze functie in het Derde Kabinet-Balkenende. Minister Peijs was op 21 en 22 september 2006 tevens waarnemend minister van Volkshuisvesting, Ruimtelijke Ordening en Milieu, vanwege het aftreden van minister Sybilla Dekker.
Peijs legde in haar ministerschap de prioriteit bij het wegnemen van knelpunten in het net van rijkswegen. Een aantal activiteiten die ze ontplooide:
- Voorbereiding besluit tot een grootschalig onderhoudsprogramma voor wegen en spoorlijnen.
- Uitvoer van een spoedwet wegverbreding voor de aanleg van spitsstroken.
- Aankondiging van een verbreding van de A2 tot tien rijstroken.
- Planning voor verlenging van de A4 van Delft tot Schiedam door Midden-Delfland, waarbij ondanks adviezen tot herziening, documenten met ernstige rekenfouten gepubliceerd werden. De fouten werden toegegeven en hersteld.[1][2] De aanleg van de verlengde A4 kon in 2011 onder minister Eurlings, na bijelkaar 50 jaar politiek overleg en langjarige rechtszaken van belanghebbenden, worden gerealiseerd.
- Steun voor een plan om op 1,5 kilometer afstand van Nederlands oudste natuurmonument, het Naardermeer, een ondertunnelde snelweg aan te leggen om het autoverkeer tussen Schiphol en Almere beter langs Amsterdam te leiden.[3]
- Indiening wetsvoorstel Wet wegvervoer goederen ter vervanging van de Wet goederenvervoer over de weg, deze werd in 2008 onder minister Eurlings door het parlement aangenomen (30.896).
- Wijziging van de Wegenverkeerswet met invoering van een bromfietsrijbewijs nadat bleek dat er relatief veel verkeersslachtoffers vielen onder 16- en 17-jarigen met een brommer; de maatregel zou de verkeersveiligheid bevorderen en het aantal slachtoffers verminderen.
- Coördinatie planfase rijksprogramma "Ruimte voor de Rivier" met maatregelen om overstromingen van de grote rivieren te voorkomen en de ruimtelijke kwaliteit van het rivierenlandschap te verbeteren.[4]
- Besluit voor het hele openbaar vervoer tot invoering van de OV-chipkaart in 2009.
- Afblazen van de HSL Zuiderzeelijn van de Randstad naar Friesland en Groningen.
- Bracht de Wet Experimenten Schiphol tot stand die tot minder geluidhinder zou moeten leiden voor omwonenden rond de luchthaven Schiphol.

Begin augustus 2006 verklaarde ze niet als minister terug te willen keren, maar wel als Eerste Kamerlid beschikbaar te zijn. Op 9 maart 2007 werd zij geïnstalleerd als commissaris van de Koningin in de provincie Zeeland. Deze functie bleef ze tot 1 maart 2013 uitoefenen.

## Bestuurlijke activiteiten
Vanaf 1 september 2002 was zij voorzitter van de Raad voor het Zelfstandig Ondernemerschap. Verder was zij onder meer voorzitter van de Stichting Alzheimer Nederland en lid van de Executive Board van Alzheimer Disease International, lid van de Raad van Toezicht van Medisch Centrum Alkmaar, Technische Universiteit Delft en van Het Utrechts Landschap en lid van de Raad van Advies van het Nationaal park De Hoge Veluwe. Ook was zij lid van de Adviesraad MKB van de ING-groep en adviserend lid van de MKB-Klankbordgroep van het NIVRA (accountants). Daarnaast bekleedde zij commissariaten bij diverse bedrijven als Aegon, Vendex, DaimlerChrysler Nederland en Solvay Nederland. In juni 2007 werd zij door de verenigingsraad van Veilig Verkeer Nederland (VVN) gekozen tot voorzitter van VVN. Sinds oktober 2011 is zij ook bestuursvoorzitter van Stichting Beheer & Toezicht i.z. Seksueel Misbruik in de R.-K. Kerk in Nederland. In maart 2013 werd Peijs voorzitter van het bestuur van Stichting Nationaal Monument Watersnood 1953. Sinds 2016 is zij lid van de Raad van Commissarissen van Zeeland Refinery, een Joint Venture van het Franse TotalEnergies en het Russische LUKoil. In september 2020 werd Peijs voorzitter van district Utrecht van de Nederlandse Bridge Bond.

## Persoonlijk
Karla Peijs is gehuwd.